# Natural High (Commodores)
Natural High è il sesto album in studio del gruppo musicale statunitense Commodores, pubblicato nel 1978.

## Tracce
Side 1
1. Fire Girl
2. X-Rated Movie
3. Flying High
4. Three Times a Lady

Side 2
1. Such a Woman
2. Say Yeah
3. I Like What You Do
4. Visions

## Formazione
- Lionel Richie – voce, sassofono, tastiera
- Thomas McClary – voce, chitarra
- Milan Williams – tastiera
- Ronald LaPread – basso
- William King – tromba
- Walter Orange – batteria, voce, percussioni